# ルイス・アルバレス・カタラ
ルイス・アルバレス・カタラ（Luis Álvarez Catalá、1836年 – 1901年10月4日）はスペインの画家である。ローマで活動し、1894年からプラド美術館の副館長、1898年から館長を務めた。

## 略歴
マドリードで生まれた。家族はアストゥリアス州のカンガス・デル・ナルセア(Cangas de Narcea)の出身で、子供時代には夏は、カンガス・デル・ナルセアで過ごした。アストゥリアス州のオビエドの学校に通った後、マドリードの美術の専門学校(Escuela Especial de Pintura, Escultura y Grabado)で学び、王立サン・フェルナンド美術アカデミーでフェデリコ・デ・マドラーソに学んだ。
1857年にローマ留学の奨学金を得て、エドゥアルド・ロサレス、ビセンテ・パルマロリ(Vicente Palmaroli)、ディオスコロ・プエブラ(Dióscoro Puebla)とローマに留学した。4年後、フィレンツェの展覧会に出展して金賞を受賞した。その作品は1862年のマドリードの美術展でも2位となり、スペイン女王イサベル2世に買い上げられ、奨学金支給期間はさらに3年間延長された。ローマで結婚し、たまにマドリードに戻ったが、1894年までローマで暮らした。
イタリア、スペイン、ドイツの展覧会に出展をし、何度か賞を受賞した。1894年に、プラド美術館の副館長に任命され、マドリードに戻った。1898年に、フランシスコ・ブラディーリャ・オルティスの後任として館長になり、亡くなる1901年まで館長を続けた。任期中にフランシスコ・デ・ゴヤのいくつかの作品などを購入し、美術館のコレクションを充実させた。

## 作品

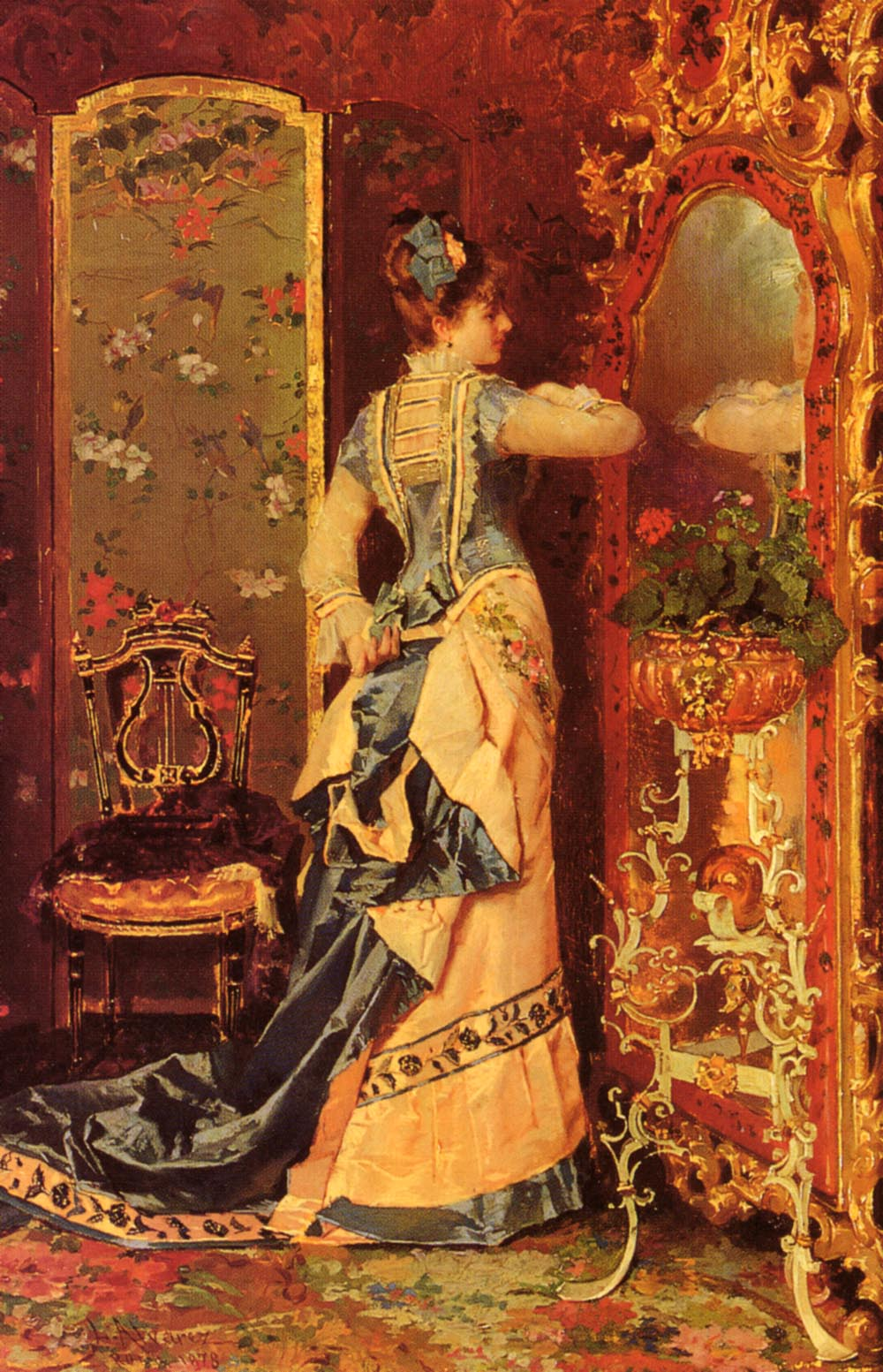
鏡の前の女性
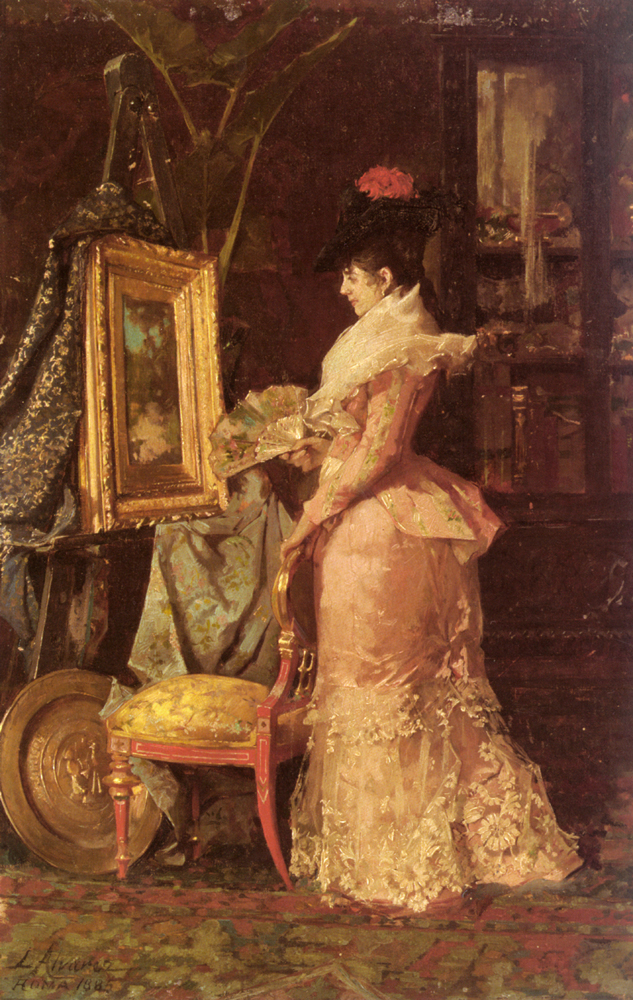
絵を鑑賞する女性
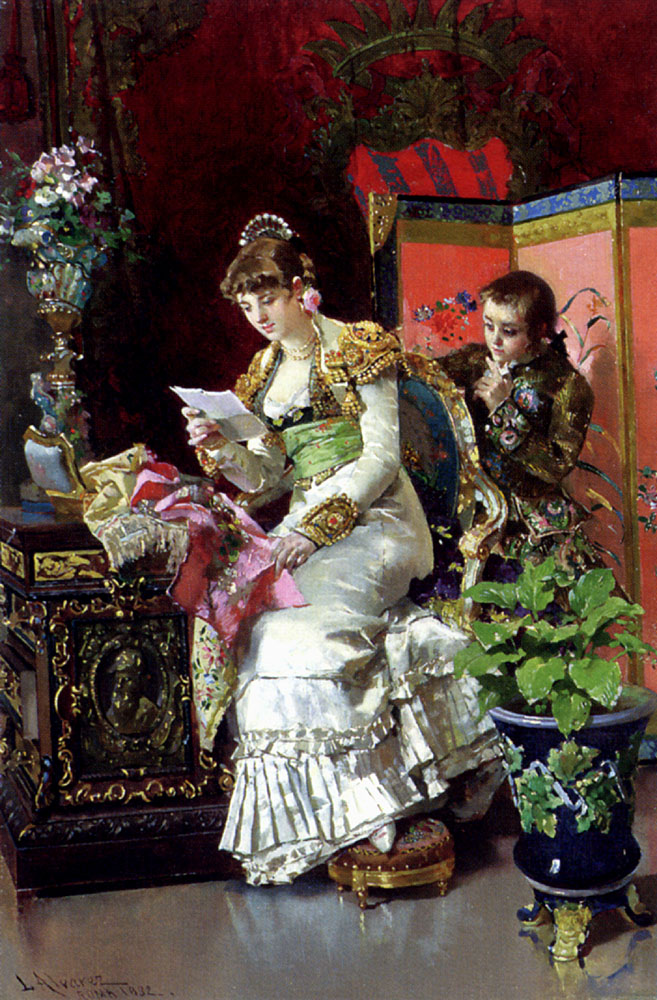
Indiscreción
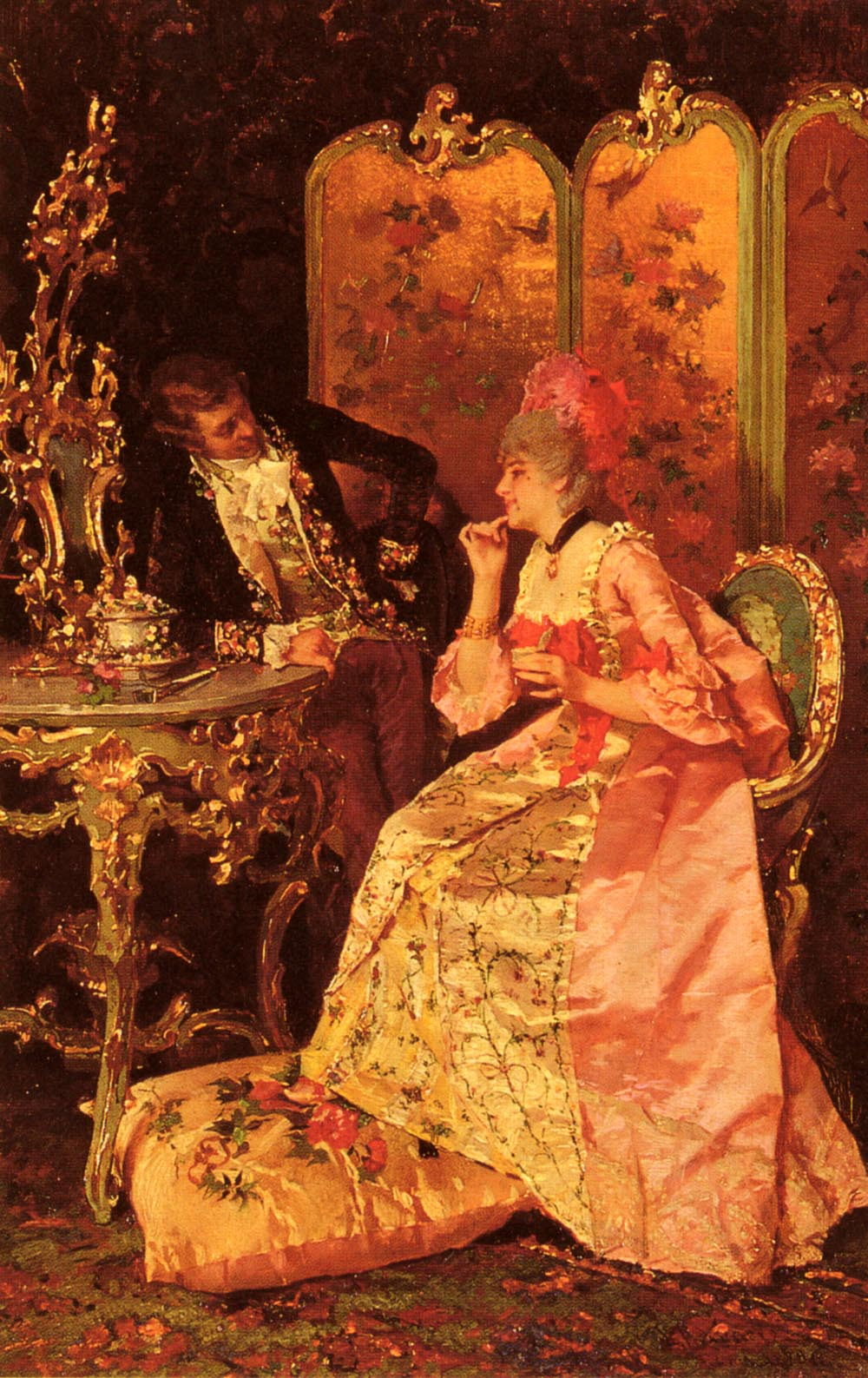
浮気

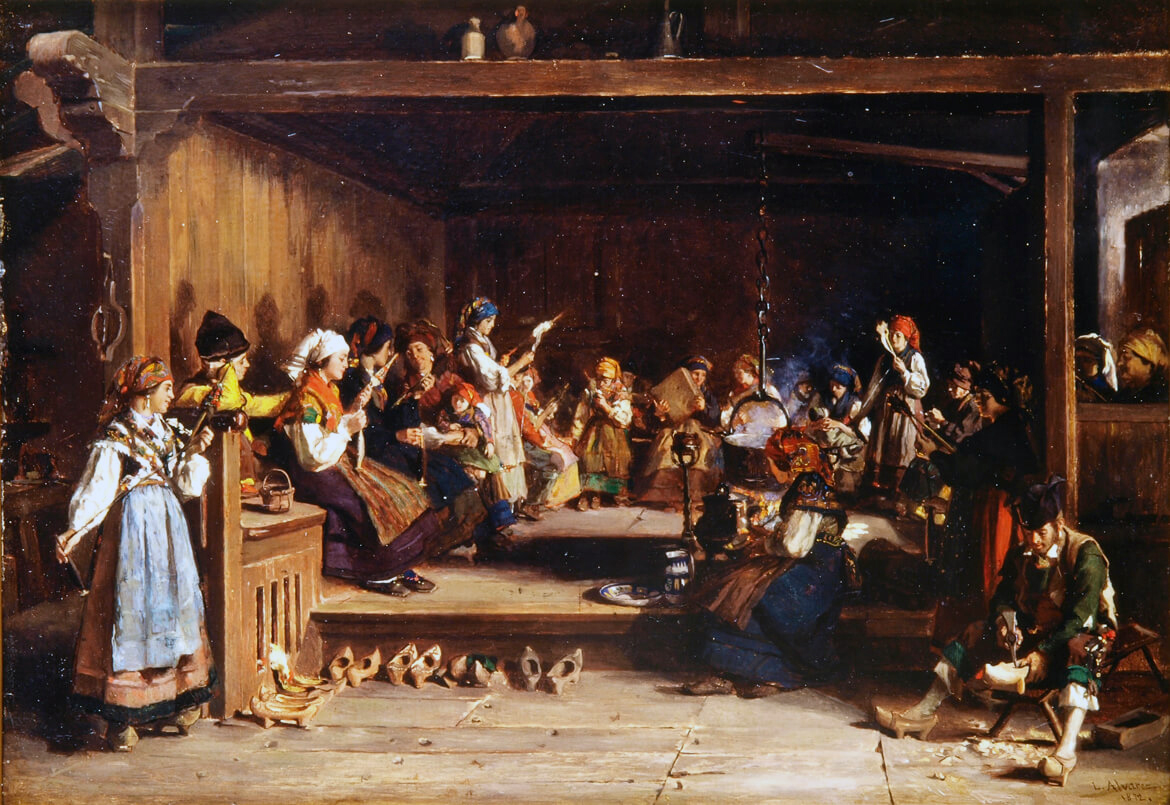
Filandon(フィランドン)
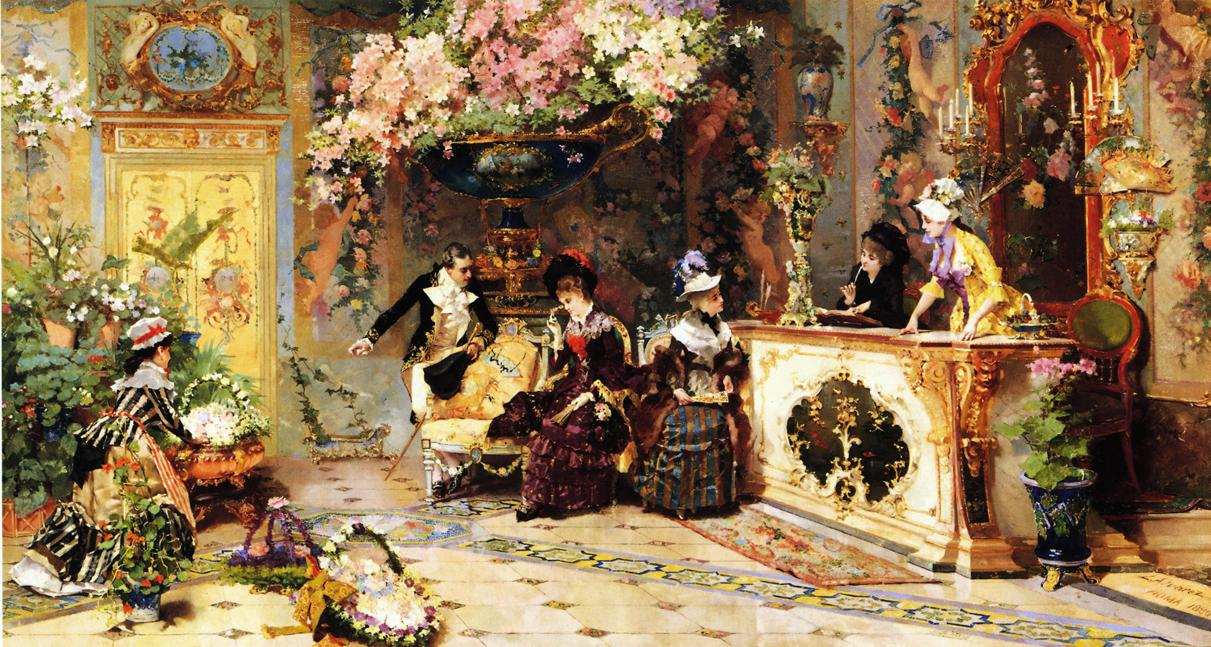
花屋
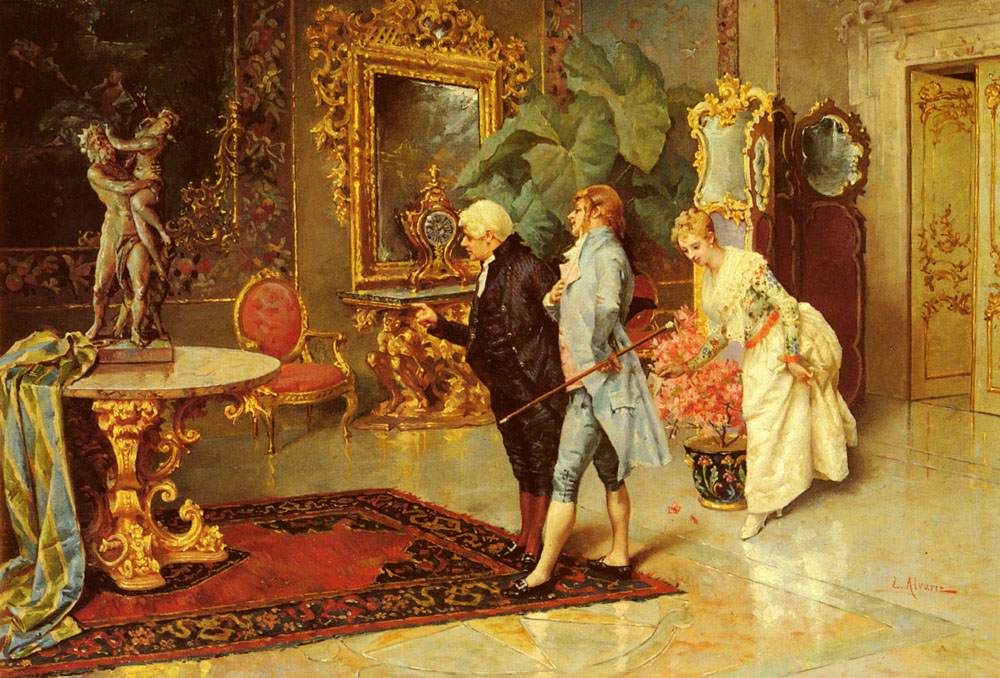
作品の披露

## 関連図書
- Javier Barón et al., Cartas del pintor Luis Álvarez Catalá a Nicolás Suárez Cantón, Real Instituto de Estudios Asturianos, 2004 ISBN 84-89645-80-9